# Blömleinplatz

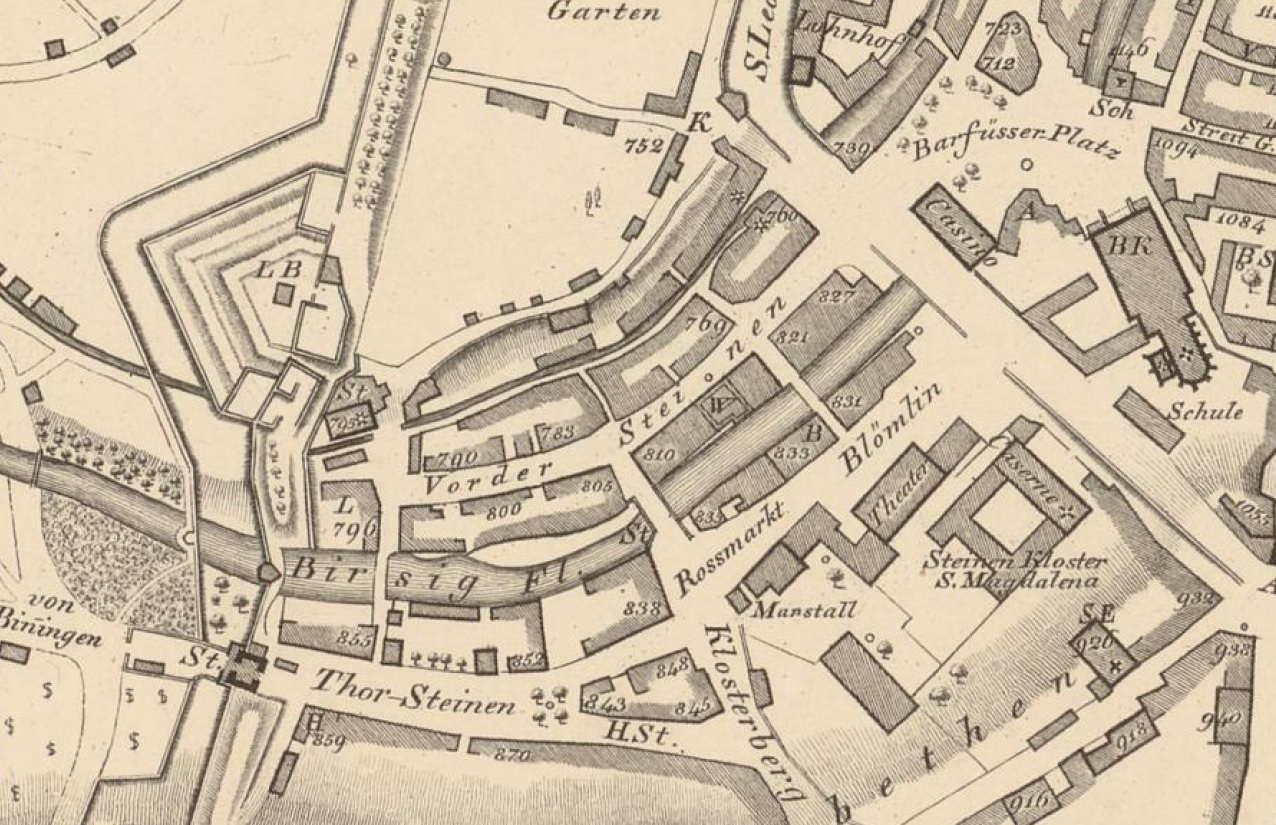
Planausschnitt von 1832, vom Steinentor zum Barfüsserplatz

Der Blömleinplatz (auch Blömblin- oder Blömlinplatz) war ein Platz in der Stadt Basel in der Schweiz.

## Lage
Der Blömleinplatz lag in der Altstadt von Grossbasel. Er war ein stark frequentierter Platz, lag er doch auf der Fahrstrecke der Fuhrwerke vom Steinentor zum Kaufhaus am Barfüsserplatz: Steinentor – Thor-Steinen (Steinentorstrasse) – vier Linden Brunnen – Rossmarkt – Blömleinplatz – Casino – Barfüsserplatz und Kaufhaus.

## Name
Die Schreibweise änderte sich von Blömblin um 1700, Blömlin um 1800, Blömlein bis 1861. Der Ursprung könnte auf den Familiennamen Blum hinweisen. Blömblin ist eine Koseform von Blum.

## Geschichte
Die erste belegte Erwähnung des Platzes ist ein Dokument aus 1822. Da wurde (an die Stadt) ein Ersuchen um Vergrösserung des Blömlinplatz bey dem Ramenhaus eingereicht.
Alle Fuhrwerke, die Waren in die Stadt lieferten, mussten diesen Platz bis 1861 befahren. Dann wurden der Rossmarkt und der Blömleinplatz, also die Verbindung ab Ecke Klosterberg beim Marstall bis zum Steinenberg beim Casino, in Theaterstrasse umbenannt. Dadurch ist der Blömleinplatz in Vergessenheit geraten.
Gebäude, die um den Blömleinplatz erstellt wurden, verbanden diesen Ort mit ihrem Namen. So das Ballenhaus am Blömblin (um 1800 als Blömlin) und das 1834 eröffnete Theater auf dem Blömlein. Nach der Aufgabe des Steinenklosters wurde Ende der 1690er Jahre die 100 Mann starke Stadtgarnison in der zur Kaserne hergerichteten Klosterkirche untergebracht. Diese Truppe wurde 1799 wieder aufgelöst. 1804 bildete der Kanton eine 200 Mann starke Kompanie, die als Standeskompagnie benannt und im Volksmund als Stänzler bezeichnet wurde. Auch diese Soldaten bezogen die Klosterkirche, die als Blömlein-Kaserne bezeichnet wurde. 1856 wurde die Standeskompagnie ebenfalls aufgelöst.
1868 wurden die Blömlein-Kaserne und alle noch bestehenden Gebäude des Steinenklosters abgebrochen. 1873 wurde das Theater auf dem Blömlein geschlossen. Die Stadt übernahm das Gebäude und liess es zum Theater-Schulhaus umbauen. 1875 begannen die Planungen für einen Neubau der Theater-Turnhalle auf dem Gelände des Ballenhauses. Das Ballenhaus lag gegenüber dem Theater (Plan Haus Nr.: 833 mit «B» markiert).
Durch diese Massnahmen ist auch der Name Blömlein heute weitestgehend unbekannt.